# Đồng Sơn, Hạ Long

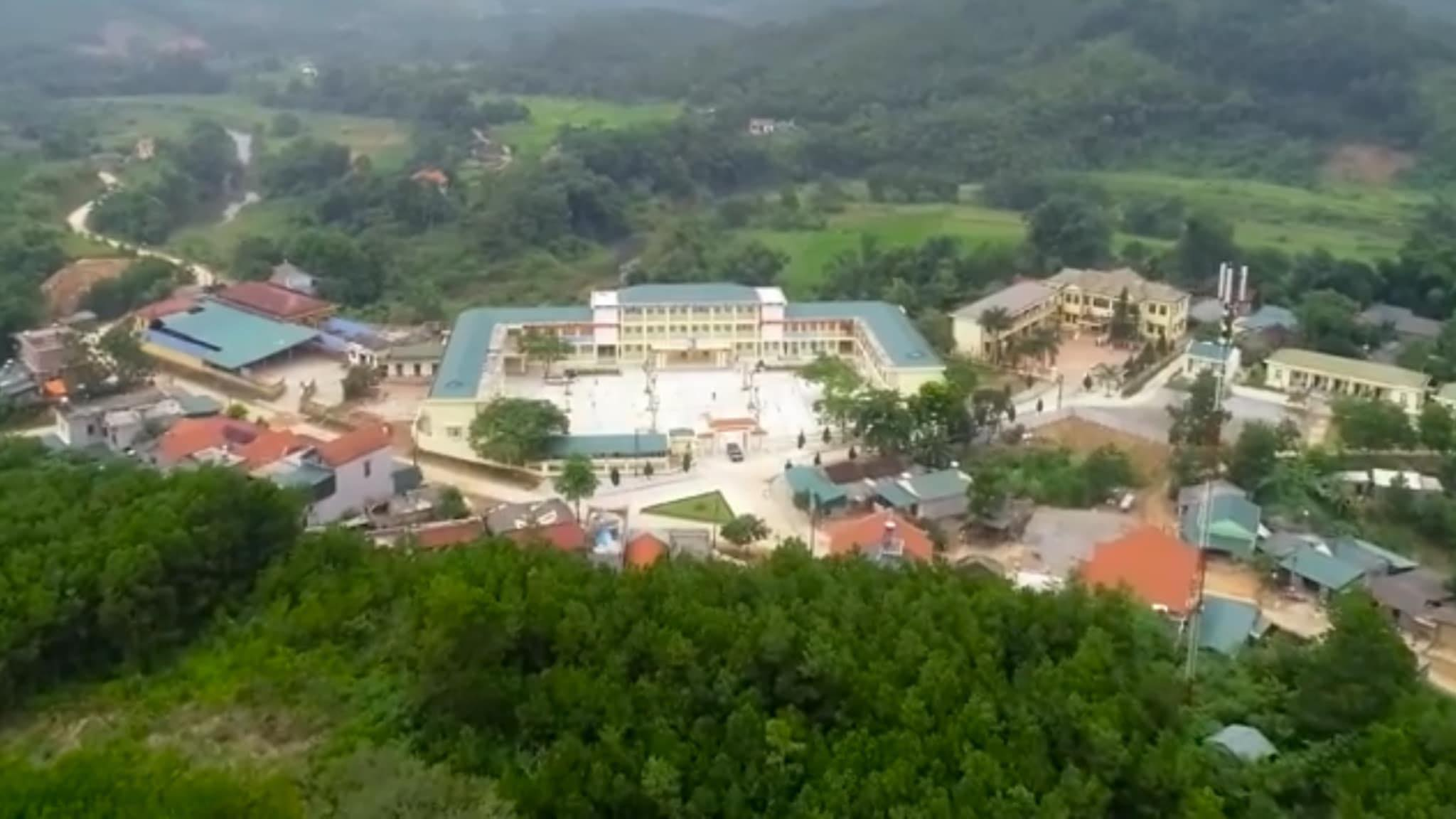
Trung tâm xã Đồng Sơn, thành phố Hạ Long, tỉnh Quảng Ninh

Đồng Sơn là một xã thuộc thành phố Hạ Long, tỉnh Quảng Ninh, Việt Nam.
Phía đông giáp xã Kỳ Thượng, Phía Nam giáp xã Đồng Lâm, Tân Dân; phía Tây giáp xã Long Sơn, Dương Hưu tỉnh Bắc Giang; phía Bắc giáp xã Lương Mông, Minh Cầm huyện Ba Chẽ.
Xã có tổng diện tích tự nhiên trên 12.702,76 ha, trong đó đất rừng, đồi núi chiếm trên 90% tổng diện tự nhiên của xã; đất nông nghiệp chiếm trên 11.000 ha.
Xã được phân bố thành 4 thôn gồm thôn Tân ốc 1, thôn Tân ốc 2, thôn Phủ Liễn và thôn thôn Khe Càn, dân cư phân bố tại các thôn không đồng đều. Hiện nay toàn xã có trên 720 hộ dân với 3.138 nhân khẩu (tháng 9 năm 2020), chủ yếu là Đồng bào dân tộc Dao (Thanh phán) chiếm trên 99% tổng số dân trên địa bàn.
Xã Đồng Sơn có diện tích 127,25 km², dân số năm 1999 là 2046 người, mật độ dân số đạt 16 người/km².